# Guatteria peruviana
Guatteria peruviana är en kirimojaväxtart som beskrevs av Robert Elias Fries. Guatteria peruviana ingår i släktet Guatteria och familjen kirimojaväxter. Inga underarter finns listade i Catalogue of Life.